# 絕代天后：黛莉達
絕代天后：黛莉達是2017年法國的一部傳記劇情片，內容描述著名影星及歌手黛莉達的一生。由Lisa Azuelos執導Sveva Alviti飾演黛莉達。

## 外部連結
- 互联网电影数据库（IMDb）上《絕代天后：黛莉達》的资料（英文）